# 義本無言
《義本無言》是1987年的一部香港黑幫片，由陳會毅執導，柯俊雄、周潤發、林威、崔秀麗主演。

## 故事大鋼
何鎮東為一名前黑幫老大，他退出江湖後常做善事，但他的兒子因為覺得爸爸在混黑幫，所以與他疏離。東有一名恩人，叫王漢，漢在多年前曾為東擋過攻擊，所以被東視為恩人，但警方漸漸盯上東，東的幾名兄弟也同時出賣其，到底東會逃過一劫嗎？

## 演員
| 演員     | 角色           | 粵語配音 | 備註                                               |
| 柯俊雄   | 何鎮東         | 源家祥   | 黑幫老大，後退出江湖並做善事                       |
| 周潤發   | 阿輝           | 周潤發   | 何鎮東之子（特別客串）                             |
| 林威     | 王漢           | 朱子聰   | 何鎮東之恩人                                       |
| 叢金貴   | 何忠（大嚿忠） | 鄧榮銾   | 何鎮東之親信                                       |
| 沈威     | 阿威           | 馮永和   | 何鎮東外甥，性格好色                               |
| 方剛     | 金保（保叔）   | 盧雄     | 何鎮東頭馬兼兄弟，後反目                           |
| 伊原信一 | 矢吹           | 鄧榮銾   | 何鎮東手下兼兄弟，後反目                           |
| 成奎安   | 李彪（喪彪）   | 金貴     | 何鎮東手下兼兄弟，後反目                           |
| 龍銘恩   | 麥飛龍         | 朱子聰   | 李彪門下兄弟，為弟當臥底，被李彪在日本餐廳肆虐致殘 |
| 狄威     | 麥督察（阿傑） | 馮永和   | CID警察，麥飛龍之兄                                |
| 李修賢   | 警司           | 朱子聰   | 麥督察上司                                         |
| 崔秀麗   | 杜小麗         | 盧素娟   | 從大陸偷渡來香港的女子                             |

## 電影歌曲
| 歌名         | 演唱者 | 作曲   | 填詞   |
| 〈義本無言〉 | 鄺美雲 | 劉家昌 | 鄭國江 |

## 外部連結
- 香港影庫上《義本無言》的資料（繁體中文）